# هاینتس بنی
هاینتس بِنی (آلمانی: Heinz Bäni; ۱۸ نوامبر ۱۹۳۶ – ۱۰ مارس ۲۰۱۴) بازیکن فوتبال اهل سوئیس بود.
از باشگاه‌هایی که در آن بازی کرده‌است می‌توان به باشگاه فوتبال لشو دو فوند، باشگاه فوتبال زوریخ، و باشگاه فوتبال گراس‌هاپر زوریخ اشاره کرد.
وی همچنین در تیم ملی فوتبال سوئیس بازی کرده‌است.